# Paquita Rico

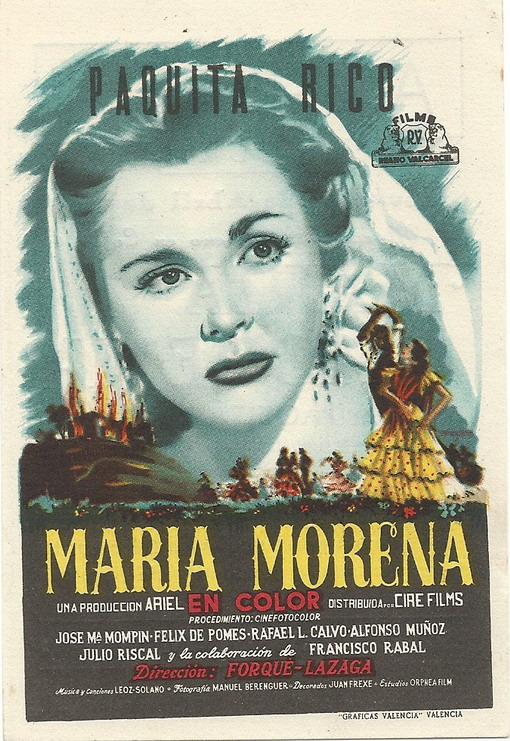
Paquita Rico

Paquita Rico (* 13. Oktober 1929 als Francisca Rico Martínez in Sevilla, Andalusien; † 9. Juli 2017 ebenda) war eine spanische Copla-andaluza-Sängerin und Schauspielerin.

## Leben und Karriere
Zu den Filmen der 1929 in Sevilla geborenen Schauspielerin gehörten ¿Dónde vas, Alfonso XII?, Debla – la virgen Gitana, Maria Morena und der spanisch-britische Western Bis aufs Blut von Regisseur Michael Carreras mit Richard Basehart und Don Taylor in den männlichen Hauptrollen.
In musikalischer Hinsicht wurde Paquita von Pepe Pinto (1903–1969) und La Niña de los Peines gefördert, die mit ihr auf Tournee durch ganz Spanien gingen. Lieder wie Maria de las Mercedes und Mi Rita Bonita sind einige durch Paquita Rico populär gewordene Coplas.
Rico starb im Juli 2017 mit 87 Jahren in ihrer Heimatstadt Sevilla.

## Sonstiges
Paquita Rico war die Tante der andalusischen Tänzerin und Schauspielerin Soledad Miranda (1943–1970).

## Filmographie (Auswahl)
- 1953: Das gebändigte Herz (Rumbo)
- 1957: Die schöne Portugiesin (Les lavandières du Portugal)
- 1958: Hoch die Illusion (¡Viva lo imposible!)
- 1962: Bis aufs Blut (Tierra brutal)